# ليلى بهلوي
ليلى بهلوي (27 مارس 1970 - 10 يونيو 2001)، هي أصغر أبناء شاه إيران السابق محمد رضا بهلوي من زوجته الثالثة فرح بهلوي.

## المولد والنشأة

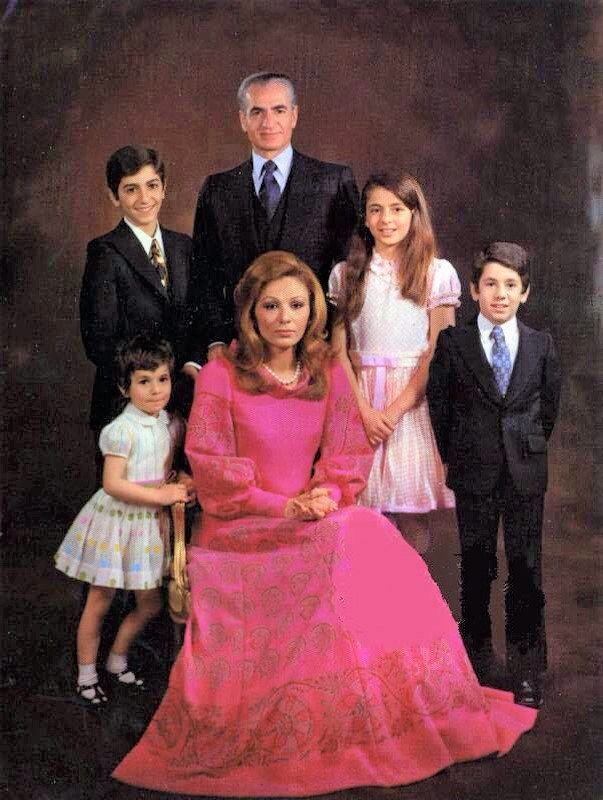
العائلة الإمبراطورية في إيران

ولدت ليلى بهلوي في 27 مارس عام 1970 بطهران في إيران، وأصبح ترتيبها الرابعة لأبناء شاه إيران محمد رضا بهلوي وزوجته الشهبانو فرح ديبا، ولها من الأخوات فرحناز بهلوي وأخت غير شقيقة هي شاهيناز بهلوي ابنة الأميرة فوزية بنت الملك فؤاد الأول ملك مصر. ولها من الإخوة الأشقاء رضا بهلوي الثاني وعلي رضا بهلوي.
عندما قامت الثورة الإيرانية الإسلامية عام 1979 أجبرت عائلة شاه إيران لمغادرة موطنها إيران للعيش في المنفى فكان عمر الأميرة ليلى آنذاك 9 سنوات، تبع ذلك وفاة والدها محمد رضا بهلوي في مصر بعد معاناة مع مرض سرطان الدم الليمفاوي عام 1980 ، ثم استقرت العائلة فيما بعد في الولايات المتحدة الأمريكية.

## تعليمها
التحقت بمدرسة «راي كاونتي داي» وتخرجت فيها عام 1988 ثم درست في مدرسة حكومية في ولاية ماساتشوستس وبعدها انضمت إلى جامعة براون وهي جامعة أمريكية خاصة في مدينة «بروفيدنس» بولاية رود آيلاند وتخرجت فيها عام 1992.

## حياتها في المنفى
لم تتزوج طيلة حياتها وقضت معظم وقتها في سفر بين بيتها في غرينتش بولاية كونيتيكت وباريس حيث تقيم والدتها آنذاك.
وقد عانت من مرض فقدان الشهية العصبي المعروف طبيا باسم «أنوركسيا نرفوزا» بالإضافة إلى الإكتئاب الحاد  ومتلازمة التعب المزمن  ، وقضت كثير من وقتها في المعالجة بين العيادات الطبية في الولايات المتحدة الأمريكية وبريطانيا، وأقامت في سنواتها الأخيرة في فندق ليونارد في لندن في جناحها المفضل والذي تبلغ قيمة الليلة الواحدة فيه 450 جنيها استرلينيا.

## وفاتها

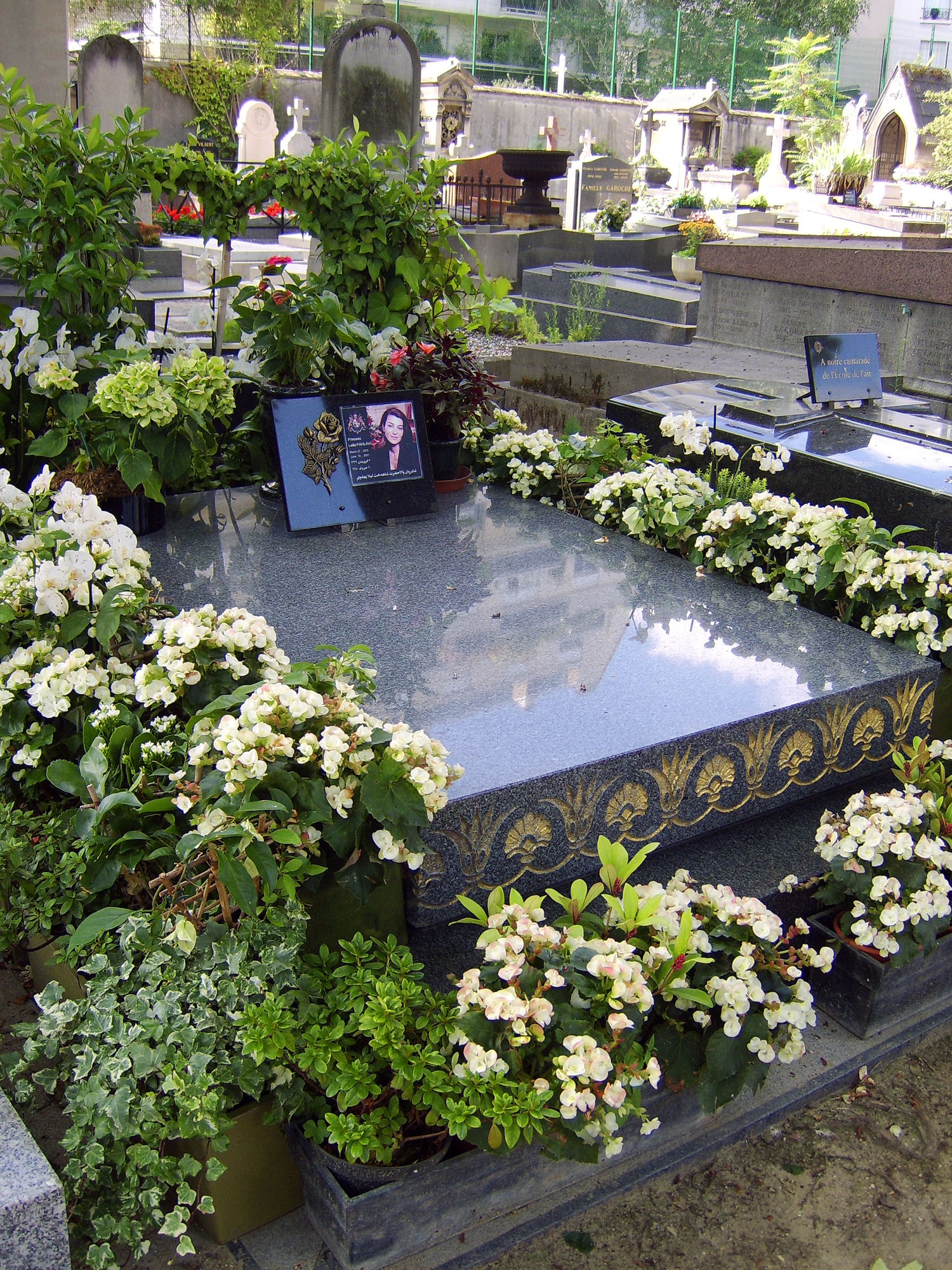
قبر ليلى بهلوي في مقبرة باسي في باريس بفرنسا

توفيت في غرفتها وعلى سريرها في فندق ليونارد بلندن في يوم الأحد 10 يونيو عام 2001  ، ثم تبين من أسباب وفاتها أنها تناولت جرعة زائدة قدرت بخمسة أضعاف الجرعة القاتلة من دواء «سيكونال حامض برتيوريت» والذي يستخدم لمعالجة الأرق حيث تناولت 40 حبة من الدواء بدلا من حبتين. وكان جسمها نحيلا في سنواتها الأخيرة بسبب مرض فقدان الشهية العصبي وعدم التغذية حسب تقرير وفاتها.
دفنت في مقبرة باسي في باريس بفرنسا يوم 17 يونيو عام 2001 بالقرب من قبر جدتها لأمها فريدة قطبي ديبا وكان عمرها عند وفاتها يناهز 31 عام.

## وصلات خارجية
- ليلى بهلوي على موقع IMDb (الإنجليزية)
- Pahlavi Dynasty's Website الموقع الرسمي لعائلة بهلوي الملكية
- Empress Farah Pahlavi Official Web Site الموقع الرسمي للملكة فرح بهلوي